# Eliza Coupe
Eliza Coupe (Plymouth, Nuevo Hampshire; 6 de abril de 1981) es una actriz estadounidense, más conocida por su papel como Denise "Jo" Mahoney en la comedia televisiva Scrubs, donde apareció en sus dos últimas temporadas.

## Vida privada
En 2007 contrajo matrimonio con el profesor de actuación Randall Whittinghill. La pareja anunció su separación en enero de 2013, después de varios meses de crisis, y se divorció en junio del mismo año. Eliza sufre de dislexia. 

## Filmografía
| Año         | Serie                                | Personaje                           | Aparición                                        |
| ----------- | ------------------------------------ | ----------------------------------- | ------------------------------------------------ |
| 2006        | The Day the World Saved Shane Sawyer | Allison                             |                                                  |
| 2007        | I Think I Love My Wife               | Lisa                                |                                                  |
| 2007        | Nick Cannon Presents: Short Circuitz |                                     | Serie de TV, episodios 1 y 3                     |
| 2007        | Flight of the Conchords              | Lisa                                | Serie de TV, episodio Girlfriends                |
| 2008        | Unhitched                            | Julia                               | Serie de TV, Episodio Piloto                     |
|             | 12 Miles of Bad Road                 | Gaylor Shakespeare                  | Serie de TV, 6 episodios                         |
|             | Samantha, ¿qué?                      | Willow                              | Serie de TV, 2 episodios                         |
| 2009        | Scrubs                               | Denise Mahoney                      | Dos últimas temporadas                           |
|             | Royal Pains                          | Katie                               | Serie de TV, episodio Crazy Love                 |
| 2011        | Community                            | Agente especial Robin Vohlers       | Serie de TV, episodio Intro to Political Science |
| 2011 - 2013 | Happy Endings                        | Jane Williams (personaje principal) | Todas las temporadas y episodios                 |
| 2016        | Wrecked                              | Rosa                                | recurrente                                       |
| 2017        | Future Man                           | Tiger                               | Todas las temporadas y episodios                 |
| 2017        | Naked                                | Vicky                               |                                                  |
| 2018        | Making Babies                        | Katie Kelly                         |                                                  |
| 2025        | The Residence                        | Margery Bay Bix                     |                                                  |